# Thalassema thalassema
Thalassema thalassema — вид ехіур родини Thalassematidae.

## Поширення
Вид поширений у припливній зоні вздовж європейського узбережжя Атлантичного океану та Середземного моря.

## Опис
Черв'як завдовжки 2-7 см. На передньому кінці тіла розташований червоний м'язистий хоботок, який може розтягуватись на 10-20 см у довжину. Рот знаходиться біля основи хоботка. Забарвлення тіла може бути різноманітним — синє, сіре, жовте, помаранчеве, рожеве. На передньому кінці тіла дві черевці щетинки, на задньому кінці вони відсутні.

## Спосіб життя
Мешкає у піску та мулі припливної зони. Живиться детритом та мікроорганізмами. Активний вночі.

## Розмноження
Статевий диморфізм відсутній. Запліднення зовнішнє. Плаваюча личинка трохофора живе деякий час як зоопланктон, потім осідає на дно і перетворюється на черв'яка.